# Paul Daley
Paul Daley, född 21 februari 1983 i Nottingham, England, är en brittisk MMA-utövare som bland annat tävlat i UFC, Strikeforce, Pancrase och EliteXC och är regerande mästare i organisationen Cage Rage welterviktsdivision. Av Daleys 27 segrar har 20 kommit via knockout.

## Biografi
Daley gick sin första professionella MMA-match i juni 2003. Han debuterade i UFC på UFC 103 den 19 september 2009 genom att besegra Martin Kampmann via knockout. Inför sin andra match i organisationen på UFC 108 i januari 2010 klarade Daley inte av viktgränsen utan vägde 2 pound för mycket vid invägningen. Som ett resultat av detta tvingades han böta 10 % av sitt gage till sin motståndare Dustin Hazelett. Daley vann sedan matchen på knockout. 
I sin tredje match i organisationen på UFC 113 den 8 maj 2010 förlorade Daley mot Josh Koscheck. Efter att matchen avslutats och domaren separerat Koscheck och Daley delade Daley ut ett slag som träffade Koscheck i ansiktet. På presskonferensen efter galan meddelade UFC:s vd Dana White att på grund av incidenten kommer Daley aldrig mer gå en match i organisationen.
I september 2010 skrev han kontrakt med organisationen Strikeforce. Efter att ha vunnit sin första match i organisationen fick han i april 2011 chansen att gå en match om welterviktstiteln mot den regerande mästaren Nick Diaz. Daley förlorade matchen via teknisk knockout i slutet av den första ronden.